# Cohors III Gallorum (Germania)
Die Cohors III Gallorum [equitata] (deutsch 3. Kohorte der Gallier [teilberitten]) war eine römische Auxiliareinheit. Sie ist durch Militärdiplome und Inschriften belegt.

## Namensbestandteile
- Gallorum: der Gallier. Die Soldaten der Kohorte wurden bei Aufstellung der Einheit aus den verschiedenen Stämmen der Gallier auf dem Gebiet der römischen Provinz Gallia Lugdunensis rekrutiert.

- equitata: teilberitten. Die Einheit war ein gemischter Verband aus Infanterie und Kavallerie. Der Zusatz kommt in der Inschrift (AE 1975, 633) vor.

Da es keine Hinweise auf den Namenszusatz milliaria (1000 Mann) gibt, war die Einheit eine Cohors (quingenaria) equitata. Die Sollstärke der Kohorte lag bei 600 Mann (480 Mann Infanterie und 120 Reiter), bestehend aus 6 Centurien Infanterie mit jeweils 80 Mann sowie 4 Turmae Kavallerie mit jeweils 30 Reitern.

## Geschichte
Die Kohorte war in den Provinzen Germania, Moesia und Dacia Inferior (in dieser Reihenfolge) stationiert. Sie ist auf Militärdiplomen für die Jahre 74 bis 146 n. Chr. aufgeführt.
Die Kohorte war wahrscheinlich um 40/42 in Valkenburg stationiert. Der erste gesicherte Nachweis der Einheit in der Provinz Germania beruht auf einem Diplom, das auf 74 datiert ist. In dem Diplom wird die Kohorte als Teil der Truppen aufgeführt (siehe Römische Streitkräfte in Germania), die in der Provinz stationiert waren.
Der erste Nachweis der Einheit in der Provinz Moesia beruht auf einem Diplom, das auf 75 datiert ist. In dem Diplom wird die Kohorte als Teil der Truppen aufgeführt (siehe Römische Streitkräfte in Moesia), die in der Provinz stationiert waren. Weitere Diplome, die auf 78 bis 114 datiert sind, belegen die Einheit in derselben Provinz (bzw. ab 92 in Moesia Inferior). Das Diplom von 82 ist für die in Germania stationierten Einheiten ausgestellt; zusätzlich werden aber auch Einheiten aufgeführt, die sich zu diesem Zeitpunkt in Moesia befanden, darunter auch die Cohors III Gallorum (Germania).
Zu einem unbestimmten Zeitpunkt wurde die Kohorte in die Provinz Dacia Inferior verlegt. Der erste Nachweis der Einheit in Dacia Inferior beruht auf einem Diplom, das auf 122 datiert ist. In dem Diplom wird die Kohorte als Teil der Truppen aufgeführt (siehe Römische Streitkräfte in Dacia), die in der Provinz stationiert waren. Weitere Diplome, die auf 129 bis 146 datiert sind, belegen die Einheit in derselben Provinz.
Der letzte Nachweis der Kohorte in Dacia Inferior beruht auf der Inschrift (AE 1944, 42), die auf 177/180 datiert ist.

## Standorte
Standorte der Kohorte in Germania waren:
- Praetorium Agrippinae (Valkenburg): Die Holztäfelchen mit den Namen von Albanus und Tigernilus wurden in Valkenburg gefunden.

Standorte der Kohorte in Moesia waren:
- Russe: Die Inschrift des Q(uintus) Varius Secundus wurde in Russe gefunden.

## Angehörige der Kohorte
Folgende Angehörige der Kohorte sind bekannt:

### Kommandeure
| - Honora(tus), ein Präfekt (CIL 3, 7721) - P(ublius) Valerius Sabinus: er wird auf dem Diplom von 105 als Kommandeur der Kohorte genannt. - Q(uintus) Varius Secundus (AE 1957, 307) | - Sex(tus) Iulius Possessor, ein Präfekt (CIL 2, 1180) - T(itus) Marcius Taurinus, ein Präfekt (CIL 12, 2456) |

### Sonstige
| - Albanus, ein Medicus (AE 1975, 634) - Ambirenus, ein Fußsoldat: das Diplom von 105 wurde für ihn ausgestellt. | - Marcus, ein Centurio (CIL 2, 1127) - Tigernilus, ein Soldat (AE 1975, 633) |

## Weitere Kohorten mit der BezeichnungCohors III Gallorum
Es gab noch eine weitere Kohorte mit dieser Bezeichnung, die Cohors III Gallorum (Mauretania Tingitana). Sie ist durch Militärdiplome von 153 bis 161 in der Provinz Mauretania Tingitana belegt.